# Stefan Müller-Stach
Stefan Müller-Stach (Friedrichshafen, 13 de fevereiro de 1962) é um matemático alemão, que trabalha com geometria algébrica e aritmética.

## Formação e carreira
Müller-Stach frequentou a escola em Ingolstadt e estudou matemática a partir de 1982 na Universidade de Munique e na Universidade de Bayreuth, onde obteve o diploma em 1987 e um doutorado em 1989, orientado por Thomas Peternell, com a tese Eine Anwendung der Klassifikationstheorie projektiver Varietäten auf Kompaktifizierungen des C3. No pós-doutorado esteve na Universidade de Utah, na Universidade Harvard, na Universidade da Califórnia em Los Angeles e na Universidade de Pisa. A partir de 1992 foi assistente na Universidade de Essen (com Hélène Esnault e Eckart Viehweg), onde obteve a habilitação em 1996. De 1998 a 2003 foi bolsista Heisenberg. Em 1999/2000 pesquisador convidado no Instituto Max Planck de Matemática em Bonn. Em 2002/2003 foi professor na Universidade McMaster, em 2003 foi professor visitante no Institut Fourier em Grenoble e em 2003 foi professor na Universidade de Mainz.
Dentre seus doutorandos conta Moritz Kerz.

## Publicações selecionadas
- com Annette Huber: Periods and Nori motives, Springer International Publishing 2017, ISBN 978-3-319-50925-9
- com Jens Piontkowski: Elementare und algebraische Zahlentheorie. Ein moderner Zugang zu klassischen Themen. Vieweg, Wiesbaden 2006, ISBN 3-8348-0211-5 (Vieweg Studium)
- com Carlson James, Chris Peters: Period mappings and period domains, Cambridge University Press 2003, 2. Auflage 2017, ISBN 978-1-316-63956-6
- Editor: Richard Dedekind – Stetigkeit und Irrationale Zahlen und Was sind und was sollen die Zahlen?, Springer Spektrum Verlag 2017,  ISBN 978-3-662-54338-2
- Editor com Chris Peters: Transcendental aspects of algebraic cycles: proceedings of the Grenoble summer school, 2001, Cambridge University Press 2004
- Editor com B. Brent Gordon, James D. Lewis, Shūji Saitō, Noriko Yui: The arithmetic and geometry of algebraic cycles (Proc. CRM Summer School, 1998, Banff), American Mathematical Society 2000